# うちあげ
『うちあげ』は、中部日本放送（CBC）の深夜番組『24金』の第2部で放送されていたローカルバラエティ番組である。放送時間は毎週金曜日の深夜（土曜日の未明）25:10～25:40。『ヒデヨシ』の後継番組として2005年10月14日（10月15日未明）から2006年3月31日（4月1日未明）まで放送された。
番組の内容は、仕事を終えた新人女性アイドルたちの"打ち上げ"の様子を品川庄司の2人がリポート。DVD・写真集などの撮影が終わった後の女性アイドルたちを、名古屋市内にこっそり招待して『打ち上げ』というプライベート感溢れるシチュエーションで、女性アイドルの素顔に迫る。

## 出演
打ち上げ幹事
- 品川庄司
  - 品川祐
  - 庄司智春

アシスタント
- Mie（モデルエージェンシー フライディ）

打ち上げ招待客
- 新人グラビアアイドル（毎回3名程度）

## スタッフ
プロデューサー
- 須原健太郎（CBC）
- 谷川佳隆（吉本興業東海支社）

構成
- 八木晴彦、松永英隆

ディレクター
- 松尾浩康

ナレーション
- DJ AIKEI

制作協力
- 吉本興業東海支社

製作・著作
- 中部日本放送